# Бургенландский коридор

Вид предлагаемого коридора

Бу́ргенла́ндский коридор (также альтернативный вариант названия: Чешско-югославский территориальный коридор) — один из самых противоречивых проектов территориального размежевания в Центральной Европе, вынесенных на обсуждение в ходе Парижской мирной конференции 1919 года, когда обсуждались итоги Первой мировой войны и этно-территориальные проблемы новых независимых государств. В частности, на повестку дня были вынесены территориальные вопросы, связанные с распадом Австро-Венгерской империи. Основная цель коридора — окончательно разделить Австрию и Венгрию и создать коридор, связующий западных и южных славян. Проект, однако, не нашёл поддержки у большинства стран-участников конференции, а потому был отклонён.

## Проект

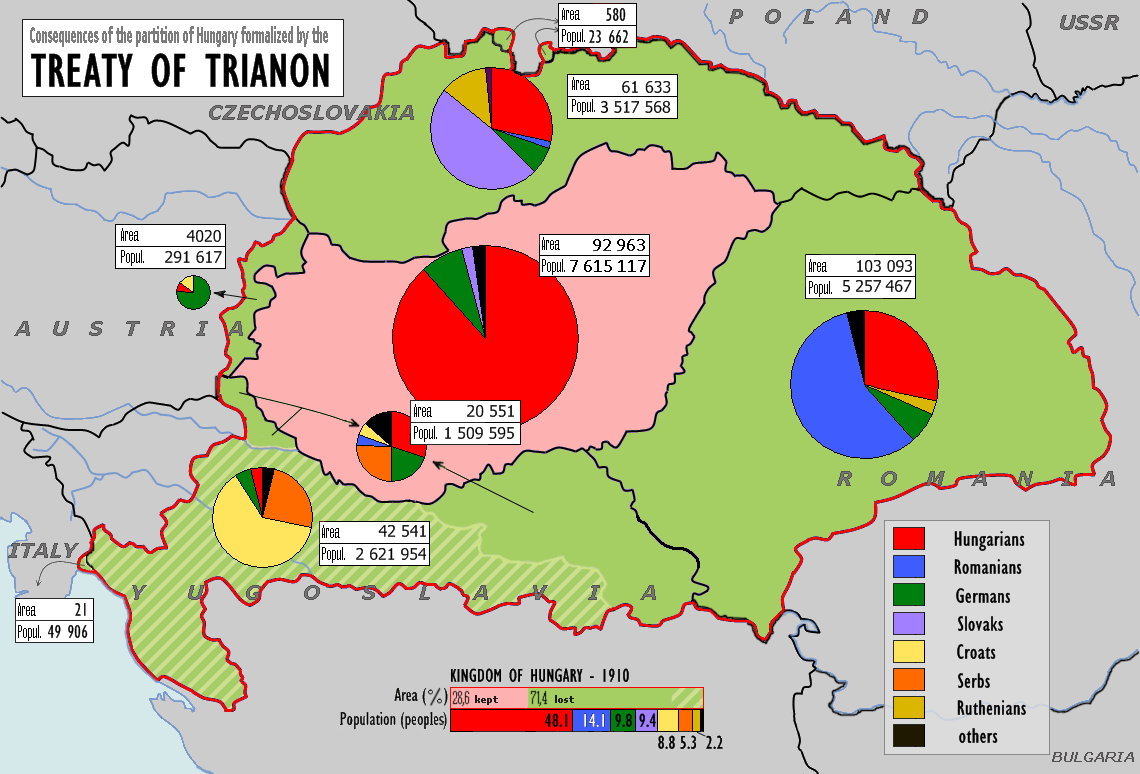
Венгрия по Трианонскому договору (розовый цвет) и отошедшие от неё территории (зелёный). На западе Транслейтании виден Бургенланд, который, вместе с тремя медье Западно-Задунайского края, должен был сформировать Чешский коридор.

Сразу после распада Австро-Венгрии, а также в годы предшествовавшие распаду, новые славянские страны, получившие независимость — Чехословакия и Королевство Югославия — были заинтересованы в получении максимальных территориальных приращений. Им на руку сыграл факт поражения альянса Австрийской монархии и Германии в Первой мировой войне, после чего победившие страны получили возможность диктовать свои условия и требовать значительных контрибуций. Более того, в конце XIX-начале XX вв. славянские народы региона охватила эйфория панславизма и желание стать как можно ближе друг к другу, в том числе и географически. Автором проекта чешско-югославского коридора выступил чешский социолог и философ Томаш Гарриг Масарик, изложивший его в своём деловом письме французскому правительству ещё в 1916 г. Во время конференции рассматривался вариант включения княжества в состав Королевства Югославии, однако правительство последней согласилось и на чехословацкую администрацию из финансовых соображений.

### География
Коридор предполагалось проложить сквозь следующие венгерские земли: Мошон (комитат); Шопрон, Ваш (медье), Зала (медье), ныне входящие в так называемый Западно-Задунайский край (Западная Венгрия), а также по территории Бургенланда (Восточная Австрия).
Оптимальная длина коридора должна была составлять 200 км, ширина около 80 км. Выдвигались и более укрупнённые проекты коридора, целью всех их было разделить Австрию и Венгрию полосой славянских земель для предотвращения реставрации Австро-Венгрии. Поскольку обе эти страны уже стали независимыми друг от друга, другие страны-участники не видели необходимость для поддержания у них общей границы.

## Обоснования
Для создания коридора славянские деятели видели ряд исторических мотиваций. Так, на указанных территориях в IX веке действительно существовало Блатенское княжество славян, а территории восточной Австрии находились под властью Великой Моравии. В период своего расцвета княжество было своего рода связующим звеном между западными (Великая Моравия на севере) и южными (Хорватия на Балканах) славянскими народами, разрушенным венгерскими нашествиями. Княжество возникло в районе современного озера Балатон около 839 года. В 901 году территория была захвачена венграми. В X—XII веках большая часть местного западно-славянского населения подверглась ранней мадьяризации и в западной его части (Бургенланд) — германизации, хотя небольшая его часть, позднее идентифицирующая себя как хорваты, сохранялась дисперсно расселённой в сельской местности данного региона вплоть до конца XIX века.

## Причины отклонения проекта
Основной причиной отклонения проекта стал в первую очередь этнический состав территорий, подлежащих включению в чешский коридор. В X веке основную массу населения данных территорий действительно составляли славяне, но интенсивная германизация и мадьяризация привела к значительному сокращению славянского населения к началу XX века. Так из 1 171 000 чел., населявших край в 1910 г. (перепись), 662 000 (56,5 %) назвали родным венгерский язык; 220 000 (18,8 %) — славянские наречия, близкие сербскохорватскому языку и около 289 000 (24,7 %) — немецкий (среди них были как евреи, так и этнические немцы). Очевидно, что в условиях венгерского большинства трудно было добиться формирования коридора путём референдума, основывающегося на праве этнического самоопределения народов, поскольку венгры и немцы не согласились бы на славянское управление территории, боясь косвенного усиления их влияния в регионе. А создавать новый очаг напряжения члены конференции не решились.